# Monasterio de San Pedro de la Portella
El monasterio de San Pedro de la Portella se encuentra situado en el término de La Quart, dentro de la comarca catalana del Bergadá.
En el 2010 fue declarado Bien Cultural de Interés Nacional en la categoría de Monumento Histórico por la Generalidad de Cataluña.

## Historia
El linaje de "Saportella", Guifré I y su madre Doda, fueron los primeros que hicieron una gran donación para la fundación, cerca de su castillo, del monasterio benedictino en el año 1003. Protegidos por el abad Oliva, a partir de entonces recibieron muchas donaciones de tierras, viñas, huertos y bosques de todos los alrededores como del Vallespir y la Cerdaña.
En el año 1031 hay referencias del primer nombre de un abad Dalmau, siendo el 21 de septiembre de 1035, cuando el obispo Ermengol de Urgel, consagró la iglesia de San Pedro, en una gran ceremonia que reunió a los obispos de Barcelona, Narbona y Carcasona.
En el siglo XIII, la comunidad estaba formada por cinco monjes y endeudada, empezó su decadencia con enfrentamientos y litigios con los señores del lugar. En 1348, muere el abad por una epidemia de peste y el cenobio es abandonado por algún tiempo. Gracias al nuevo abad Berenguer, se rehicieron y con seis monjes, volvieron al monasterio en 1365.
Fue integrado en la Congregación Claustral de Tarragona, como otros monasterios benedictinos; esto comportaba la vigilancia de unos visitadores, los cuales en el siglo XV, denunciaron la mala actuación del abad Joan Marquet y le acusaron de los diversos daños que sufría el monasterio, el abad, acabó renunciando a su cargo.
En 1534, un grupo de bandoleros, asaltó el monasterio asesinando al abad y saqueando sus bienes; la comunidad se dispersó y no volvió a unirse de nuevo hasta 1560.
A partir del 1617 se unió al monasterio de San Pablo del Campo, de Barcelona, donde pasó a vivir su abad, hasta la desamortización de 1835.
Durante las guerras carlistas, se trasladó desde 1838 a 1840, la Universidad de Cervera al monasterio.

## El edificio
La iglesia es de todo el conjunto el único elemento románico que se mantiene junto con parte del claustro.
Consta de una nave de grandes dimensiones, con cubierta de bóveda de cañón de medio punto, con un ábside semicircular un poco más bajo y estrecho que la nave, cubierto con una bóveda de cuarto de esfera.
En el exterior en la fachada oeste es donde se encuentra la puerta de entrada; su construcción es con dos arcos de medio punto en degradación. En el muro sur, hay otra puerta más estrecha que comunica con el claustro.
Adosado a la parte norte, se encuentra el campanario de planta cuadrada, con una ventana por lado de arco de medio punto.
La decoración del ábside es lombarda, con arcuaciones ciegas en grupos de cuatro entre columnas semicirculares reforzadas por ménsulas.
El claustro, situado en el sur, tenía planta baja y un piso, ambos con porches con arcos de medio punto y las dependencias monacales con la organización típica de los monasterios benedictinos (refectorio, cocina, dormitorios, vestidor, etc.); todo este conjunto está medio en ruinas.